# Callirrhoé (artiste)
Pour les articles homonymes, voir Callirrhoé.

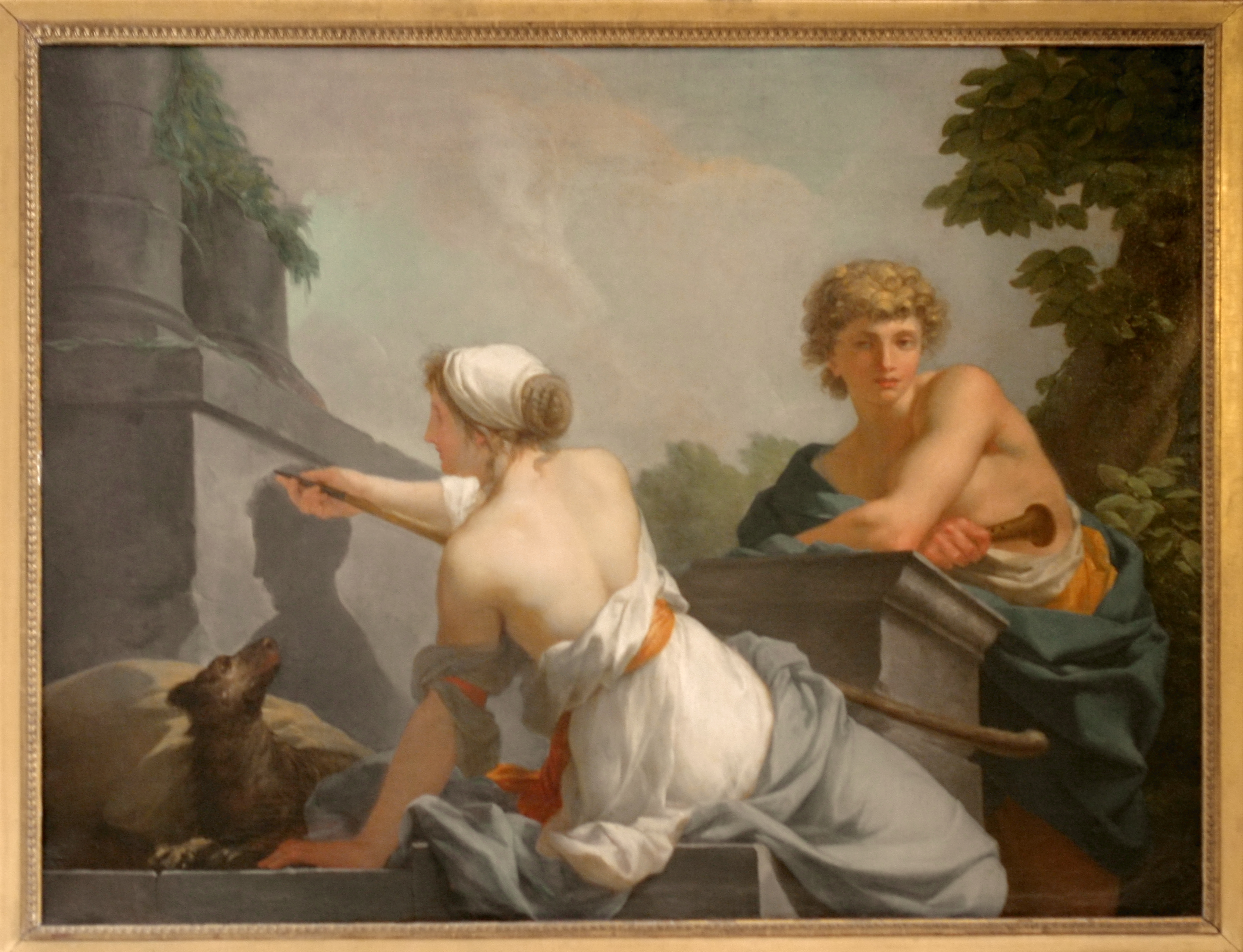
L'origine de la peinture, de Jean-Baptiste Regnault (Château de Versailles)

Callirrhoé de Sicyone (fl. -600), appelée également Kora de Sicyone, dite encore la fille de Boutadès est une peintre et sculptrice originaire de Sicyone en Grèce antique. On la crédite de l'invention du dessin et, avec son père Boutadès, de celle du relief.

## Histoire
Pline l'Ancien raconte dans son œuvre Histoire naturelle que Callirrhoé avait imaginé de tracer avec du charbon de bois l'ombre de son amant, dont le profil était dessiné sur une muraille par la lumière d'une lampe. Les grecs anciens situèrent là l'origine de la peinture. 
Son père, Boutadès, appliqua de l'argile sur ces mêmes traits en observant leurs contours, et fit cuire ce profil de terre : ce fut là l'origine de la sculpture en relief. Ce relief fut conservé durant 200 ans au Nymphaeum de Corinthe avant d'être détruit dans un incendie.

## Postérité

### Peinture
Le mythe de Callirrhoé a été représenté de nombreuses fois dans la peinture, notamment par  Jean-Baptiste Regnault dans L'origine de la peinture.

Joseph Wright of Derby, The Corinthian Maid, vers 1784 (National Gallery of Art, Washington
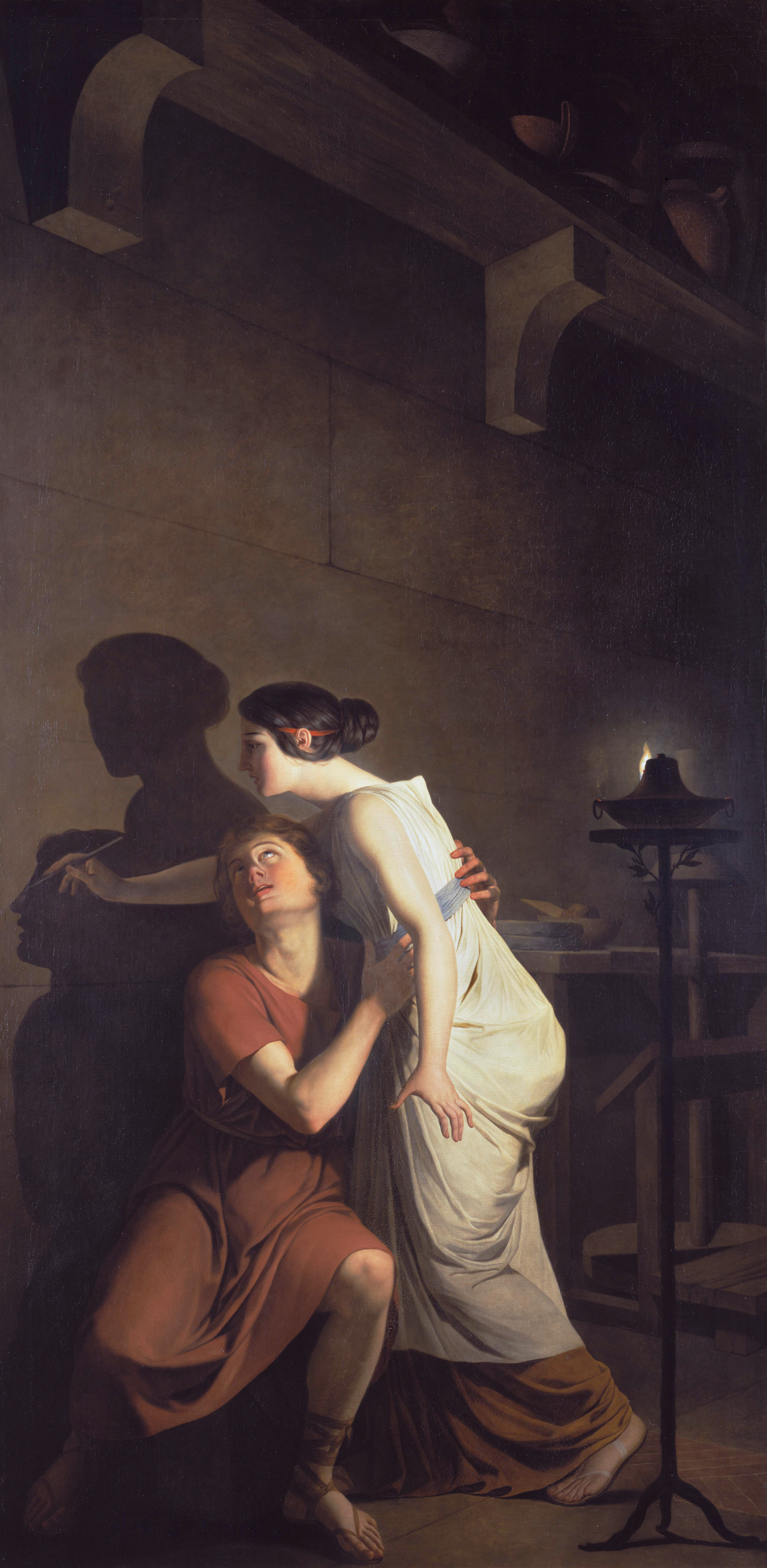
Joseph-Benoît Suvée, L'Invention de l'art du dessin, 1791 (Groeningemuseum, Bruges)
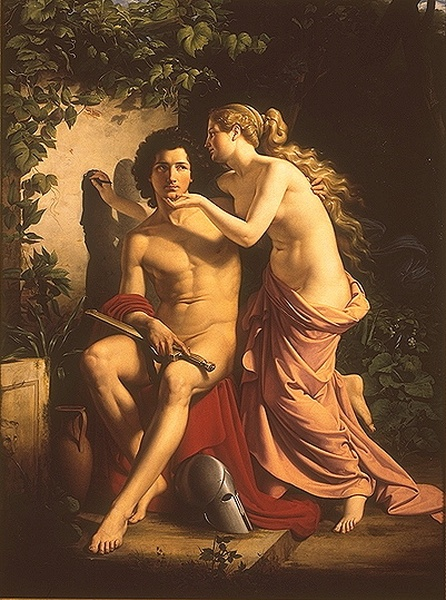
Eduard Daege, L'Invention de la peinture, 1832 (Alte Nationalgalerie, Berlin)

### Astronomie
Le cratère vénusien Callirhoe a été nommé en son honneur .

### Art contemporain
- Callirrhoé figure parmi les 1 038 femmes référencées dans l'œuvre d’art contemporain The Dinner Party (1979) de Judy Chicago. Son nom y est associé à Sappho[3],[4].